# Вулька-Карвіцька
Вулька-Карвіцька (пол. Wólka Karwicka) — село в Польщі, у гміні Опочно Опочинського повіту Лодзинського воєводства.
Населення — 155 осіб (2011).
У 1975-1998 роках село належало до Пйотрковського воєводства.

## Демографія
Демографічна структура станом на 31 березня 2011 року:
|          | Загалом | Допрацездатний вік | Працездатний вік | Постпрацездатний вік |
| -------- | ------- | ------------------ | ---------------- | -------------------- |
| Чоловіки | 81      | 17                 | 53               | 11                   |
| Жінки    | 74      | 18                 | 33               | 23                   |
| Разом    | 155     | 35                 | 86               | 34                   |